# Mecyna subsequalis
Mecyna subsequalis is een vlinder uit de familie van de grasmotten (Crambidae), uit de onderfamilie van de Spilomelinae. De wetenschappelijke naam van deze soort is voor het eerst voorgesteld als Botys subsequalis door Herrich-Schäffer in een publicatie uit 1855.
De soort komt voor in Zuidoost-Europa (Albanië, Bulgarije, Griekenland, Kreta, de Krim, Zuidwest-Rusland) en West-Azië (Turkije, Syrië, Israël, Iran).